# Giuseppe Orciari
Giuseppe Orciari (Senigallia, 14 dicembre 1923 – Senigallia, 6 febbraio 2021) è stato un politico italiano.

## Biografia
Già consigliere comunale eletto nel 1946 nel Partito Socialista Italiano e vice-sindaco nel 1948, è poi stato sindaco di Senigallia dal 1964 al 1983 per tre mandati consecutivi. Fu anche senatore della Repubblica nella IX legislatura (dal 1983 al 1987) e deputato alla Camera nella X legislatura (dal 1987 al 1992). Dopo l'esperienza parlamentare, ritorna nel consiglio comunale e nel 1999 si ritira dalla vita politica. 
Nel 2016 viene nominato Presidente Onorario dell’Associazione Nazionale Partigiani d'Italia dall'ANPI di Senigallia.
Muore nel febbraio del 2021 all'età di 97 anni.